# 허화 (정치인)
허화(중국어 정체자: 賀樺, 병음: Hè Hùa, 1972년 9월 4일 ~ )는 타이완의 정치인 겸 작가이다.